# 조지 포터
러드넘 포터 남작 조지 포터(영어: George Porter, Baron Porter of Luddenham, OM, FRS, 1920년 12월 6일 ~ 2002년 8월 31일)은 영국의 화학자이다.

## 인물
리즈 대학교에서 이학사 학위를 받았으며 케임브리지 대학교에서 화학 박사 학위를 받았다. 1967년에 초고속 화학 반응에 관한 연구로 만프레트 아이겐, 로널드 조지 레이퍼드 노리시와 함께 노벨 화학상을 수상했다.
1960년에 왕립학회 회원으로 선출되었으며 1985년부터 1990년까지 왕립학회 학회장을 역임했다.
1984년부터 1995년까지 레스터 대학교의 총장을 지냈다. 2001년 레스터 대학교는 그를 기념하기 위해 조지 포터 빌딩(George Porter Building)을 건립했다.

## 상훈
- 1967년: 노벨 화학상
- 1971년: 데비 메달
- 1972년: 기사작위(Knight Bachelor) 서임[2]
- 1976년: 칼링가상
- 1978년: 럼퍼드 메달
- 1989년: 메리트 훈장(Order of Merit; OM)
- 1990년: 남작 임명(Baron Porter of Luddenham, 일대귀족)
- 1991년: 마이클 패러데이상
- 1992년: 코플리 메달